# Alcadiino
Alcadiinos são hidrocarbonetos que possuem duas triplas ligações entre carbonos.
-